# Joe Flacco
Joseph Vincent Flacco, detto Joe (Audubon, 16 gennaio 1985), è un giocatore di football americano statunitense che milita nel ruolo di quarterback per i Cleveland Browns della National Football League. Ha origini italiane, essendo i suoi bisnonni abruzzesi.. Fu scelto nel corso del primo giro (18º assoluto) del Draft NFL 2008 dai Baltimore Ravens.
Nel suo anno da esordiente lanciò 2.971 yard, 14 touchdown e 12 intercetti giocando come titolare tutte le 16 gare di stagione regolare e diventando solamente l'ottavo quarterback rookie nella storia della NFL a partire come titolare in una gara di playoff. Guidando i Ravens a due vittorie in trasferta nei playoff 2008-09, divenne il primo rookie tra i quarterback nella storia della lega a vincere due gare di playoff. Nella sua seconda stagione, Flacco migliorò passando 3.613 yard, 21 touchdown e 12 intercetti, stabilendo i record di franchigia per percentuale di completamento dei passaggi (63,1) e passer rating (88,9). Nel suo terzo anno nella NFL, Flacco divenne il leader di tutti i tempi della storia dei Ravens per yard passate (10.206) e passaggi da touchdown (60). Giocando come titolare due gare di playoff nel 2009, Flacco conquistò il primato per il maggior numero di presenze da titolare per un quarterback nelle sue due prime stagioni nella NFL (37). Flacco divenne solamente il quarto quarterback a portare la sua squadra ai playoff nelle sue prime quattro stagioni e il primo a vincere una partita in gnuna di esse. Nella stagione 2012 guidò i Ravens alla vittoria del Super Bowl XLVII venendo premiato come MVP della partita. Nel 2013 firmò l'allora contratto d'ingaggio pluriennale più alto nella storia della NFL: 120,6 milioni di dollari per 6 anni, ossia 20,1 milioni a stagione.

## Carriera professionistica

### Baltimore Ravens

#### Stagione 2008

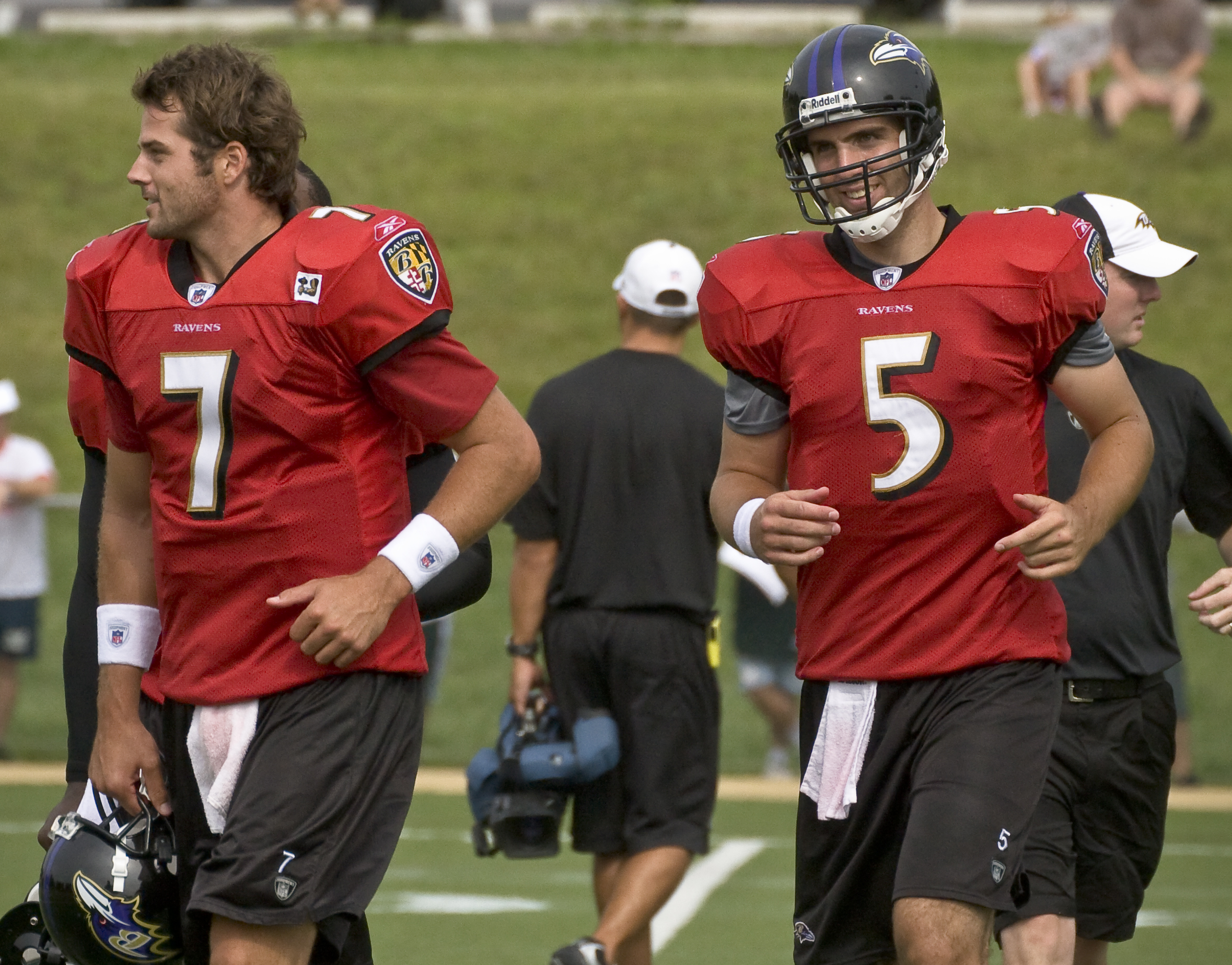
Flacco con Boller durante un allenamento.

Al Draft NFL 2008, Flacco fu selezionato come 18ª scelta assoluta dai Baltimore Ravens. Il 16 luglio 2008 firmò un contratto di 5 anni per 30 milioni di dollari di cui 8,75 garantiti. Debuttò nella NFL il 7 settembre 2008 contro i Cincinnati Bengals indossando la maglia numero 5.
Il 4 gennaio 2009, vincendo la gara di Wild Card contro i Miami Dolphins divenne il terzo quarterback rookie della storia a vincere la partita d'esordio nei playoff NFL.
La settimana successiva i Baltimore Ravens eliminarono i Tennessee Titans accedendo al secondo turno dei playoff. Joe Flacco diventò il primo quarterback rookie della storia a vincere due partite di playoff. Nella finale della AFC, i Ravens vennero eliminati dai Pittsburgh Steelers.

#### Stagione 2009
Nella gara di apertura a Baltimore contro i Kansas City Chiefs, Flacco guidò i Ravens alla prima vittoria della stagione. Egli lanciò per 307 yard e 3 touchdown, entrambi record in carriera. Joe subì anche un intercetto per un passer rating di 95,8. Durante quella partita, i Ravens superarono il record di franchigia per yard totali offensive guadagnate con 501.
Nella settimana 3 contro i Cleveland Browns, Flacco lanciò un nuovo record in carriera di 342 yard con un rating di 111,8 con un passaggio da touchdown.

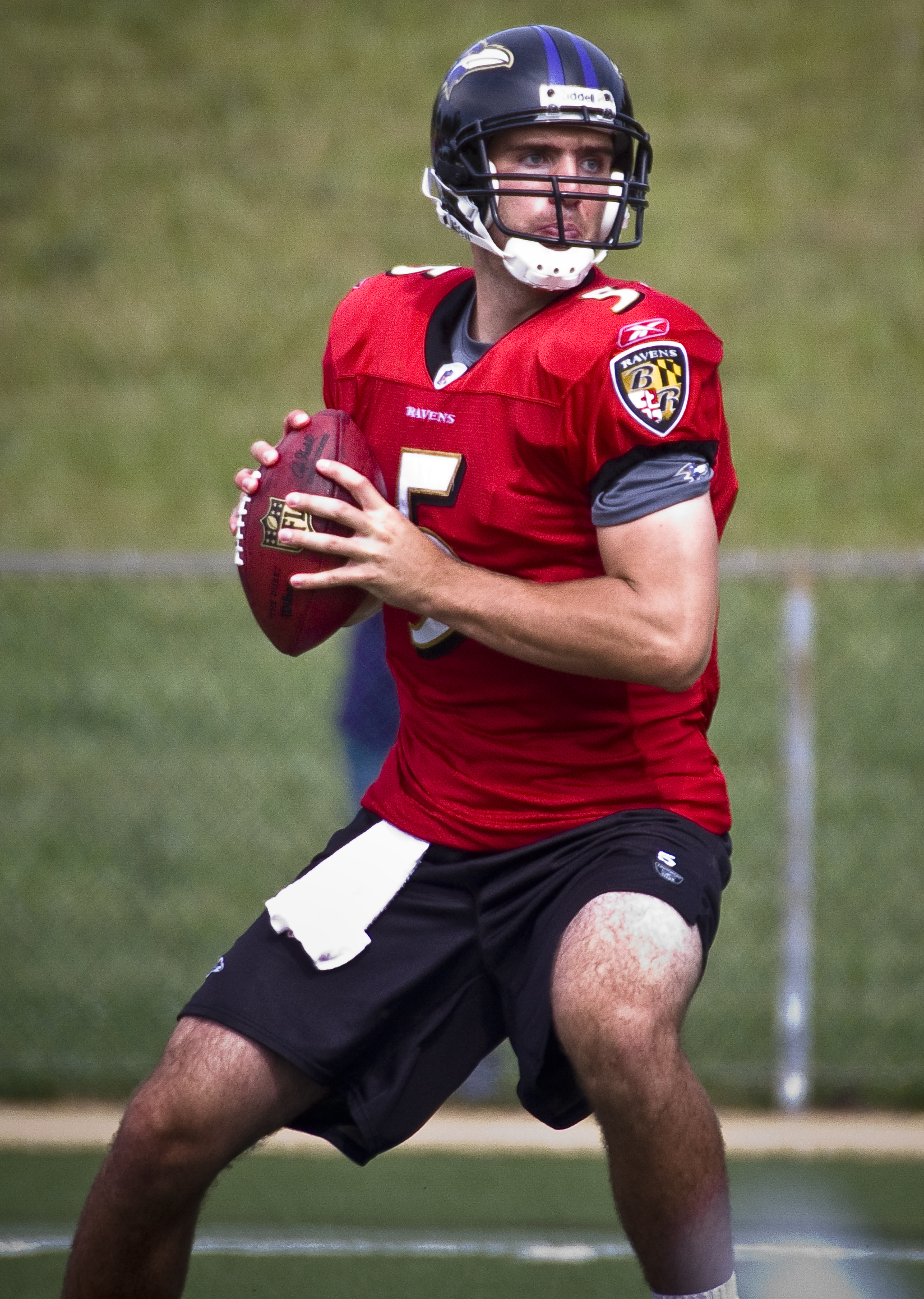
Flacco durante il training camp del 2008

Joe superò nuovamente il suo record in carriera nella settimana 6 contro i Minnesota Vikings, con 385 yard passate, anche se Baltimore perse la gara per due punti.
Nella settimana 15 contro i Chicago Bears, Flacco lanciò il suo record di touchdown con 4, con 234 yard passate e completando il 72% dei suoi passaggi, per un rating di 135,6. I Ravens vinsero 31-7.
Con 3.613 yard e 21 touchdown, Flacco divenne il primo quarterback dei Ravens dai tempi di Vinny Testaverde a lanciare più di 3.000 yard e 20 TD in una singola stagione.
Un infortunio limitò Flacco nella partita di wild card contro i Patriots. I Ravens vinsero comunque 33-14 malgrado Flacco abbia lanciato 4 completi su 10 per sole 34 yard ed un intercetto. La settimana seguente contro i Colts, Flacco giocò nuovamente male e i Ravens persero 20-3.

#### Stagione 2010
Nella prima partita della stagione, Flacco e i Ravens debuttarono contro i New York Jets in trasferta. Flacco lanciò per 248 yard completando il 52,6% dei suoi passaggi e tirando un intercetto nella vittoria 10-9. La settimana seguente giocò la peggior partita della carriera lanciando ben 4 intercetti contro i Bengals ma rifacendosi la settimana seguente passando tre TD contro i Browns per un passer rating di 128,7. Alla fine della stagione regolare, Flacco stabilì i propri record in carriera di yard passate (3.622), passaggi da touchdown (25), passer rating (93,6) ed il minimo stagionale di intercetti (10).
Nel primo turno di playoff, i Ravens vinsero contro i Kansas City Chiefs (30-7) e Flacco completò 25 passaggi su 34 passes per 265 yard e 2 touchdown senza intercetti, con un passer rating di 115,4. With the win, Flacco divenne il primo quarterback della storia della NFL a partire da titolare e vincere una partita di playoff in ognuno dei suoi primi anni di carriera e raggiunse Len Dawson, Roger Staubach, Jake Delhomme, e Mark Sanchez per il maggior numero di vittorie in trasferta nei playoff per un quarterback.
La corsa nei playoff dei Ravens si concluse contro gli Steelers, con Flacco che completò 16 passaggi su 30 per 125 yard, 1 touchdown ed un intercetto.

#### Stagione 2011

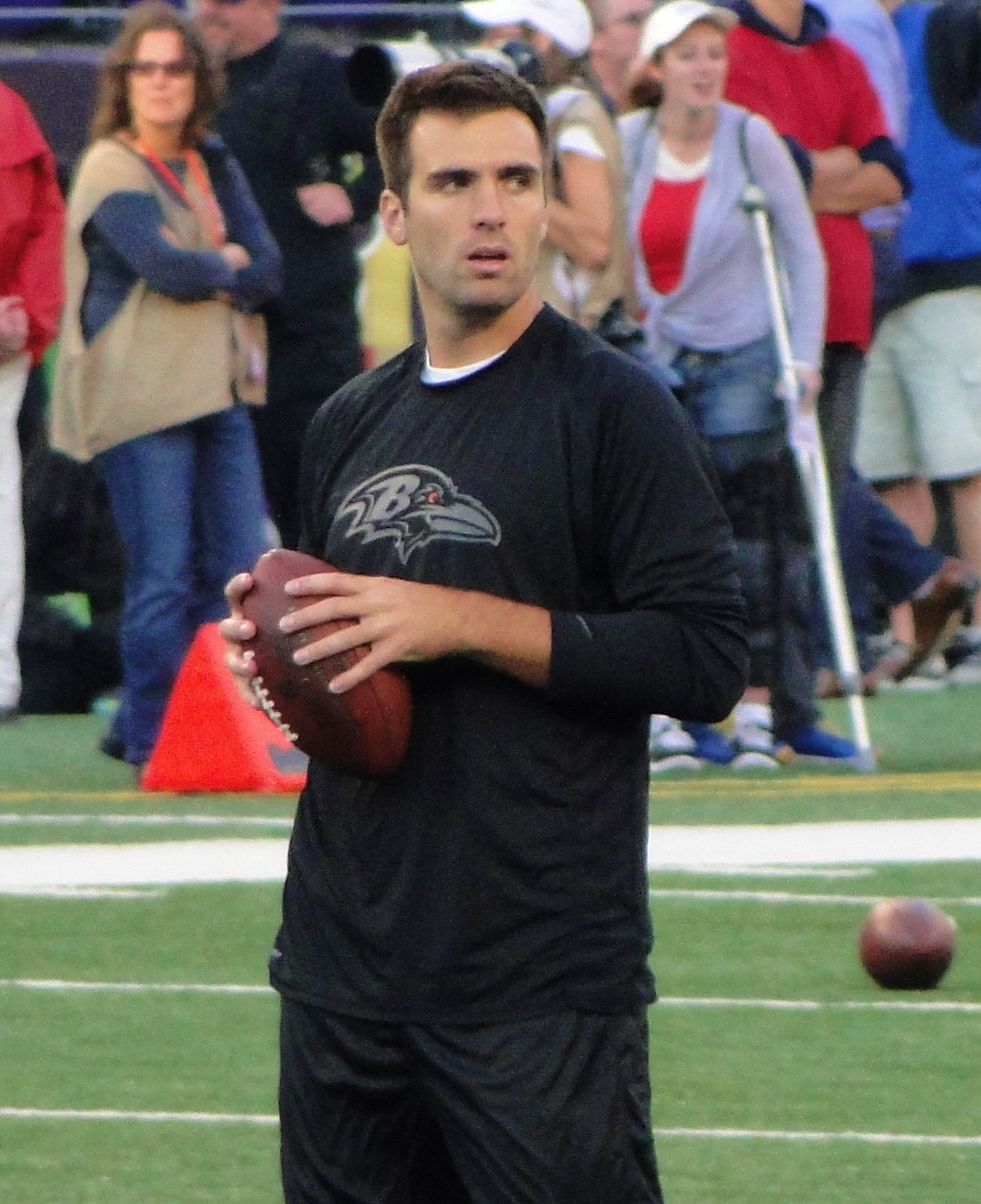
Flacco nel settembre 2012 prima della gara vinta contro i Patriots.

Poco dopo la fine della stagione 2010, i Ravens licenziarono l'allenatore dei quarterback Jim Zorn, per il dispiacere di Flacco. Questa fu solo la prima di una serie di drastici cambiamenti avvenuti nella offseason del 2011. Il 28 luglio 2011, il ricevitore principale di Flacco nelle ultime tre stagioni, Derrick Mason, fu tagliato per recuperare spazio nel salary cap. Inoltre i ricevitori numero 3 e 4, T.J. Houshmandzadeh e Donté Stallworth non furono rifirmati e lo storico tight end dei Ravens Todd Heap fu tagliato e firmato dagli Arizona Cardinals. Flacco rimase solo con Anquan Boldin e i rookie Torrey Smith and Tandon Doss come wide receiver finché i Ravens non acquisirono Lee Evans, un atleta veloce per il braccio di Flacco. I tight end al secondo anno Ed Dickson e Dennis Pitta sostituirono l'ex Pro-Bowler Heap.
Nella vittoria contro i St. Louis Rams, Flacco fece una grande prestazione, chiudendo con 27 lanci completati su 48 per 389 yard con 3 touchdowns, subì 2 sack perdendo 4 yard, con un rating di 103,6. Grazie a questa prova vinse il titolo di miglior quarterback della NFL della settimana.
I Ravens vinsero la propria division ed avanzarono nei playoff sino alla finale della AFC, persa dopo aver sbagliato il field goal del potenziale pareggio nei secondi finali coi New England Patriots.
A fine stagione, Flacco fu votato al 74º posto nella NFL Top 100, l'annuale classifica dei migliori cento giocatori della stagione.

#### Stagione 2012: vittoria del Super Bowl
Il 10 settembre, Flacco iniziò la stagione alla grande guidando i Ravens a una netta vittoria contro i Cincinnati Bengals per 44-13. Joe completò 21 passaggi su 29 tentativi per 299 yard e 2 passaggi da touchdown. Nel turno successivo, i Ravens furono sconfitti dai Philadelphia Eagles: dopo un buon inizio Joe faticò nel corso della partita terminando con 232 yard passate, un touchdown e il primo intercetto subito in stagione. Nella settimana 3 i Ravens vinsero con un field goal negli ultimi istanti della gara contro i Patriots: Flacco passò per 382 yard con 3 touchdown e un intercetto.
Nel Thursday Night Football della settimana 4 i Ravens vinsero contro i loro rivali di division, i Cleveland Browns: Flacco passò 356 yard con delle grandi giocate, passando un touchdown con un intercetto e segnando un altro touchdown su corsa. Per questa prestazione, Joe vinse per la seconda volta in carriera il premio di miglior quarterback della settimana.
Nella settimana 5 i Ravens si portarono su un record di 4-1 con la vittoria sui Chiefs: il quarterback passò 187 yard senza touchdown e subendo un intercetto. I Ravens vinsero la quarta gara consecutiva nella settimana 6 contro i Dallas Cowboys con Flacco che passò 234 yard e un touchdown.
Nella settimana 7, Baltimore perse nettamente contro gli Houston Texans per 43-13: Flacco faticò per tutta la partita completando 21 passaggi su 43 tentativi per 147 yard, un touchdown e 2 intercetti, subendo anche una safety. Dopo la settimana di pausa i Ravens vinsero coi Browns con Flacco che passò 253 yard e un touchdown.
Nella settimana 10 i Ravens stabilirono il record di franchigia infliggendo 55 punti agli Oakland Raiders: Flacco giocò alla grande passando 341 yard con tre touchdown passati (1 intercetto) e un altro segnato su corsa, rimanendo in panchina nell'ultimo quarto a gara ampiamente decisa. Per questa prestazione, il giocatore vinse per la seconda volta in stagione il premio di miglior quarterback della settimana.
Nella settimana 11 Flacco confermò le sue difficoltà lontano dall'M&T Bank Stadium ma i Ravens ottennero comunque un'importante vittoria sugli Steelers privi di Ben Roethlisberger. Il quarterback passò 164 yard senza touchdown e intercetti.
Nel turno successivo, Joe disputò quella che fu forse la sua miglior gara in trasferta della stagione, guidando i Ravens alla rimonta da 13-3 fino a 16-13 nei tempi supplementari. Il momento chiave della gara fu quello in cui Flacco trovò con un passaggio Ray Rice in una situazione di quarto down e 29. La sua prestazione terminò con 355 yard passate e un touchdown.
Nella settimana 13 i Ravens sprecarono un vantaggio di 10 punti alla fine del primo tempo perdendo contro gli Steelers e interrompendo una striscia di 15 vittorie consecutive in casa. Flacco passò 188 yard con un touchdown e un intercetto.
Malgrado una gara di grande precisione di Flacco nel turno successivo (16 su 21 passaggi per 182 yard, 3 touchdown e 1 intercetto) i Ravens persero nuovamente ai supplementari contro i Redskins, complice anche un vistoso calo nella produzione offensiva del quarterback tra il primo e il secondo tempo. Malgrado il cambio di coordinatore offensivo (da Cam Cameron a Jim Caldwell, il periodo negativo della squadra proseguì la domenica successiva perdendo contro i Denver Broncos in cui Flacco passò 254 yard, 2 touchdown e un intercetto costoso che fu ritornato in touchdown dagli avversari.
Il 23 dicembre, battendo nettamente i Giants, i Ravens si assicurarono il secondo titolo di division consecutivo. Flacco passò 309 yard e 2 touchdown. Nell'ultimo ininfluente turno di campionato Baltimore perse contro i Bengals con Joe che disputò solo l'inizio della partita prima di venire sostituito per riposare in vista dei playoff.

##### Playoff 2012

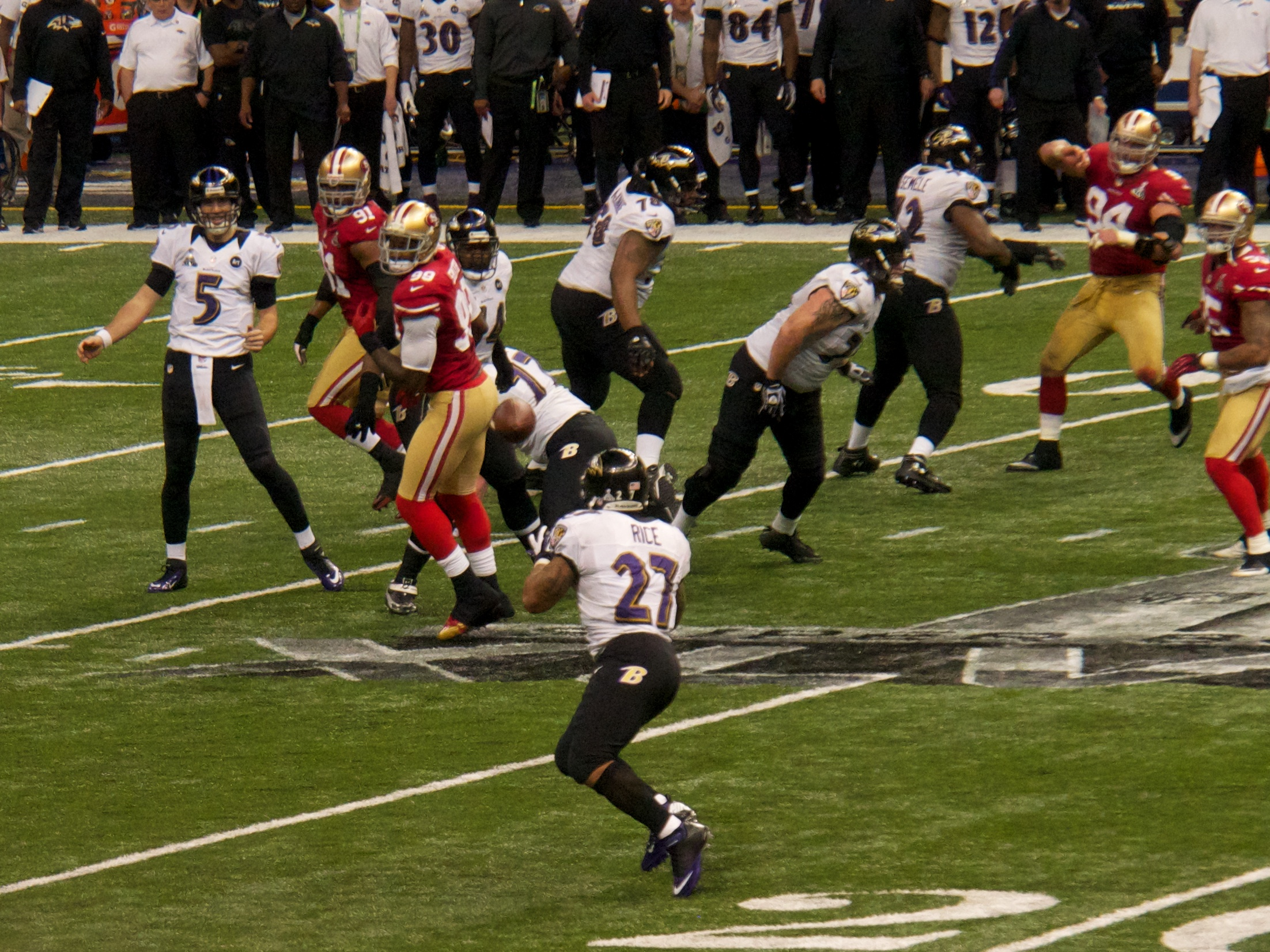
Un passaggio di Flacco per Ray Rice nel Super Bowl XLVII.

Il 6 gennaio 2013, Flacco e i Ravens si sbarazzarono senza troppi problemi dei Colts nel primo turno dei playoff con Joe che passò 282 yard e 2 touchdown. La settimana successiva, in uno Sports Authority Field at Mile High congelato, andò in scena una delle partite più memorabili della storia dei playoff NFL. Contro i Denver Broncos, sotto di sette punti a un minuto dal termine, Flacco riuscì a pareggiare la gara con un passaggio da touchdown da 70 yard per Jacoby Jones. Alla fine i Ravens la spuntarono grazie a un field goal dopo due tempi supplementari col quarterback che passò 331 yard e 3 touchdown, entrambi primati personali nei playoff. Con questa vittoria, Flacco pareggiò il record NFL di Eli Manning per gare di playoff vinte in trasferta da un quarterback.
Nella finale della AFC, Flacco, al terzo tentativo, riuscì a guidare i Ravens al Super Bowl. In trasferta contro i Patriots, Joe trascinò la squadra con 240 yard e 3 passaggi da touchdown.

##### Super Bowl XLVII
Il 3 febbraio 2013, nel Super Bowl XLVII contro i San Francisco 49ers, Flacco condusse i Ravens al secondo titolo della loro storia. Joe completò 22 passaggi su 33 tentativi per 287 yard e 3 passaggi da touchdown, tutti nel primo tempo. I Ravens vinsero per 34 a 31 e Flacco fu nominato miglior giocatore dell'incontro. I suoi playoff si conclusero così con 11 passaggi da touchdown (pareggiando il record NFL in una singola annata della post-season, detenuto da Joe Montana e Kurt Warner) non subendo alcun intercetto.

#### Stagione 2013
Il 2 marzo 2013, i Ravens annunciarono il rinnovo contrattuale di Joe Flacco. L'accordo fu della durata di sei anni e del valore fino a 120 milioni di dollari, rendendolo il giocatore più pagato di tutta la lega.
Flacco iniziò la stagione senza l'ausilio di due pedine fondamentali dell'attacco dell'anno precedente: Anquan Boldin, ceduto ai 49ers, e Dennis Pitta, infortunato. Nella settimana 1 i Ravens persero nettamente contro i Broncos, col quarterback che completò 34 passaggi su ben 62 tentativi, con 2 passaggi da touchdown e due intercetti subiti. La prima vittoria giunse la settimana successiva contro i Browns, passando 211 yard e un touchdown. I Ravens vinsero anche la settimana successiva contro i Texans ma persero nella settimana 4 contro i Buffalo Bills in cui Flacco stabilì un primato personale negativo lanciando 5 intercetti (con 2 touchdown). La squadra si rialzò la settimana seguente battendo i Dolphins con 269 yard e un intercetto subito da Flacco.
Nella settimana 6 contro i Packers, 342 yard passate dal quarterback e 2 touchdown non furono sufficienti per evitare ai Ravens la terza sconfitta stagionale. Nella settimana 10 i Ravens interruppero una striscia di tre sconfitte consecutive e mantennero aperta la lotta per la vittoria della division battendo i Bengals ai supplementari (dopo essere stati largamente in vantaggio nel corso della gara) con Flacco che passò 140 yard, 2 touchdown e subì 2 intercetti. Dopo una sconfitta coi Bears i Ravens tennero vive le loro speranze di playoff battendo nettamente i Jets nella settimana 12. Flacco terminò con 273 yard passate, un touchdown per Jacoby Jones e un intercetto subito. Il giovedì successivo, nella gara del Giorno del Ringraziamento i Ravens batterono un'altra rivale diretta come gli Steelers con 251 yard e un touchdown passato dal quarterback.
Nella settimana 14, contro i Vikings, Flacco passò il touchdown del sorpasso a 4 secondi dal termine al rookie Marlon Brown, vincendo una gara rocambolesca in un campo congelato. La sua prova terminò con 245 yard passate, tre touchdown e tre intercetti subiti. Nel Monday Night successivo vi fu un'altra importante vittoria dell'ultimo minuto contro i Lions in cui terminò con 222 yard passate, senza TD e intercetti.
La serie di quattro vittorie consecutive per Baltimore si interruppe nella settimana 16 contro i Patriots, dicendo addio alle residue speranze di vittoria della propria division. Joe terminò quella gara con 260 yard passate, un touchdown segnato su corsa e 2 intercetti subiti. Nell'ultima sfida della stagione i Ravens necessitavano di una vittoria esterna sui Bengals, imbattuti in casa, per centrare l'ultimo posto disponibile nei playoff ma Flacco subì tre intercetti e per la prima volta in carriera rimase fuori dalla post-season. La sua stagione si concluse con 3.912 yard passate, 19 touchdown e ben 22 intercetti subiti, il secondo peggior risultato della NFL. A fine anno fu votato al 58º posto nella NFL Top 100 dai suoi colleghi, trentanove posizioni in meno dell'anno precedente.

#### Stagione 2014

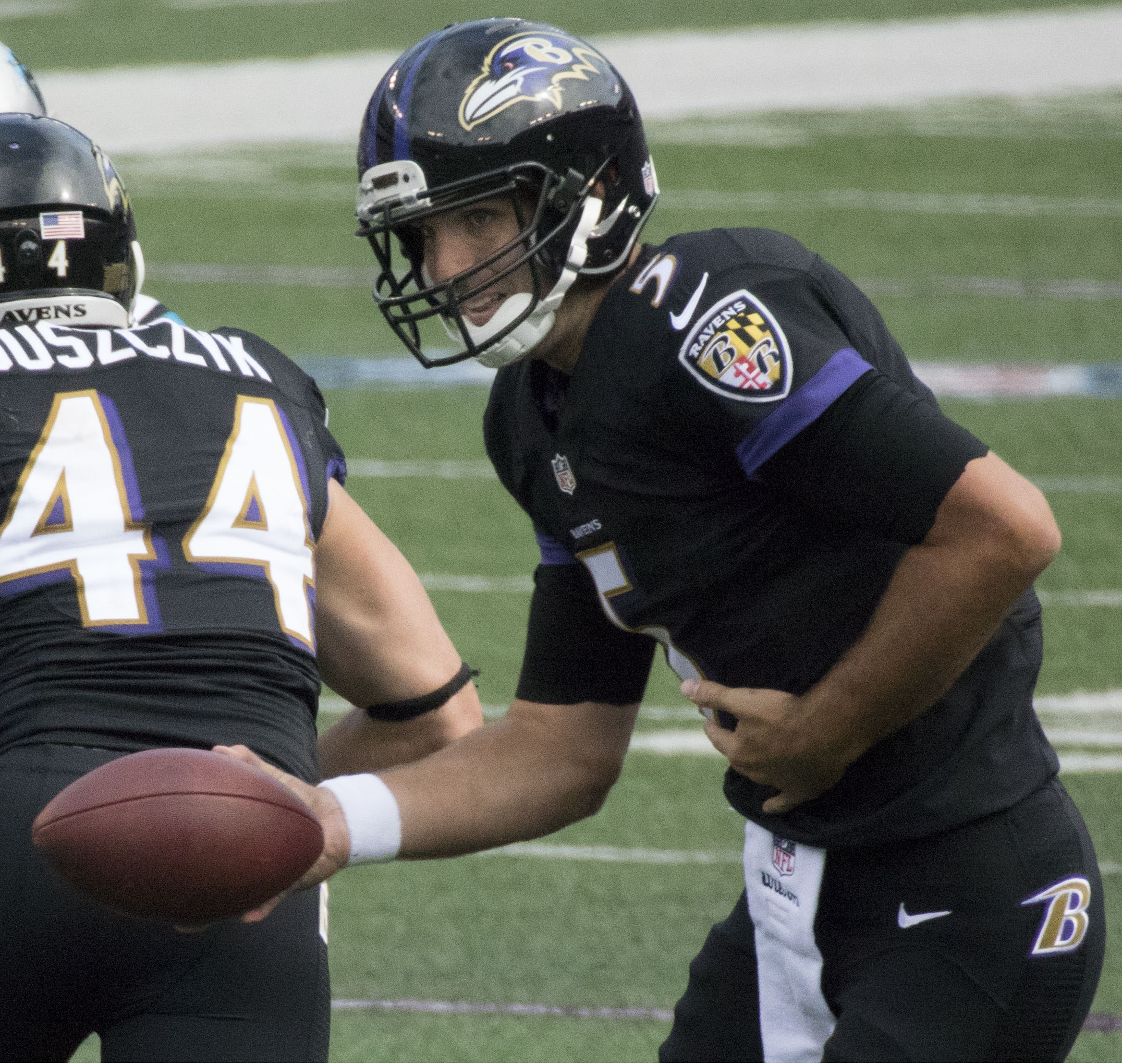
Flacco nel 2014.

Nella prima settimana della stagione 2014, i Ravens si trovarono in svantaggio per 15-0 alla fine del primo tempo contro i Bengals. Nel secondo tempo, Flacco guidò la squadra alla rimonta, portandosi sul 16-15 con un passaggio da touchdown per il neo acquisto Steve Smith, salvo poi a sua volta essere superata da Cincinnati, che vinse 24-16. Joe terminò con 345 yard passate e un intercetto tentando ben 62 passaggi, un record in carriera. La prima vittoria giunse il giovedì successivo in casa degli Steelers in cui passò 166 yard e 2 touchdown, cui fece seguito una sui Browns all'ultimo secondo con 217 yard passate e un TD;. La terza consecutiva giunse in casa contro i Carolina Panthers, dove Joe passò 327 yard e 3 touchdown, 2 dei quali all'ex della partita Steve Smith.
Nella gara della settimana 6 vinta contro i Buccaneers 48-17, Flacco divenne il più veloce giocatore dal 1970 a passare cinque touchdown in una partita. La sua squadra segnò in tutti i primi sei drive, col quarterback che passò quattro TD solo nel primo quarto. La sua gara terminò con 306 yard passate e per questa prestazione fu premiato come miglior giocatore offensivo della AFC della settimana e come quarterback della settimana.
Nella settimana 12, Flacco guidò i Ravens a interrompere una striscia di 14 gare consecutive vinte dai Saints in casa, passando 243 yard e un touchdown e mantenendo mezza gara di vantaggio in testa alla division sui Bengals. Dopo una sconfitta coi Chargers, Baltimore ottenne un'importante vittoria in rimonta contro un'avversaria diretta per una wild card nei playoff come i Dolphins, dove Joe passò 269 e due TD. La seconda vittoria consecutiva giunse con più difficoltà del previsto contro i Jaguars, dove Joe passò 221 yard e un touchdown, gara in cui superò le 25.000 yard passate in carriera.
Nell'ultima partita della stagione regolare, i Ravens batterono i Browns e grazie alla vittoria dei Chiefs sui Chargers ottennero l'ultimo posto disponibile nei playoff della AFC, in una gara terminata da Flacco con 312 yard passate e 2 touchdown, venendo premiato per la seconda volta in stagione come quarterback della settimana. La sua annata si chiuse con i nuovi primati personali in yard passate (3.986) e passaggi da touchdown (27), con 12 intercetti subiti, venendo classificato al 97º posto nella NFL Top 100.
Il 3 gennaio 2015, i Ravens ottennero la loro prima vittoria nei playoff a Pittsburgh superando gli Steelers vincitori della division per 30-17. Flacco passò due touchdown nel secondo tempo concludendo con 259 yard e nessun pallone perso. Sette giorni dopo, Baltimora si trovò in vantaggio di 14 punti in due diverse occasioni in casa dei Patriots, ma alla fine fu sconfitta per 35-31, col quarterback che passò 4 touchdown ma subì anche due intercetti.

#### Stagione 2015
Nel 2015 i Ravens partirono per la prima volta con un record di 0-3 nella storia della franchigia, prima di vincere la prima gara nel quarto turno ai supplementari contro Pittsburgh. Seguirono altre tre sconfitte consecutive, fino alla vittoria nella settimana 8 contro i Chargers in cui Flacco passò 319 yard, un touchdown e ne segnò un secondo su corsa. La terza giunse negli ultimi istanti dell'undicesimo turno ma fu una giornata amara per Flacco che si ruppe il legamento crociato anteriore, chiudendo la sua stagione.

#### Stagione 2016
Il 2 marzo 2016, Flacco firmò un'estensione contrattuale triennale con Baltimore. Con la vittoria nella settimana 3 contro i Jacksonville Jaguars, Flacco e i Ravens salirono a un record di 3-0, la loro miglior partenza dalla stagione 2009. La squadra però vinse solamente altre due partite nel resto della stagione, chiudendo con un bilancio di 5-11, il primo negativo dell'era Harbaugh-Flacco. Il quarterback terminò la stagione regolare superando il precedente record di franchigia di Vinny Testaverde di 4.177 yard passate nel 1996, portandolo a 4.317 yard, con 20 touchdown e 15 intercetti subiti. La sua miglior prestazione giunse nel 13º turno quando passò 381 yard, 4 touchdown e un intercetto nella vittoria sui Miami Dolphins, venendo premiato come quarterback della settimana.

#### Stagione 2017

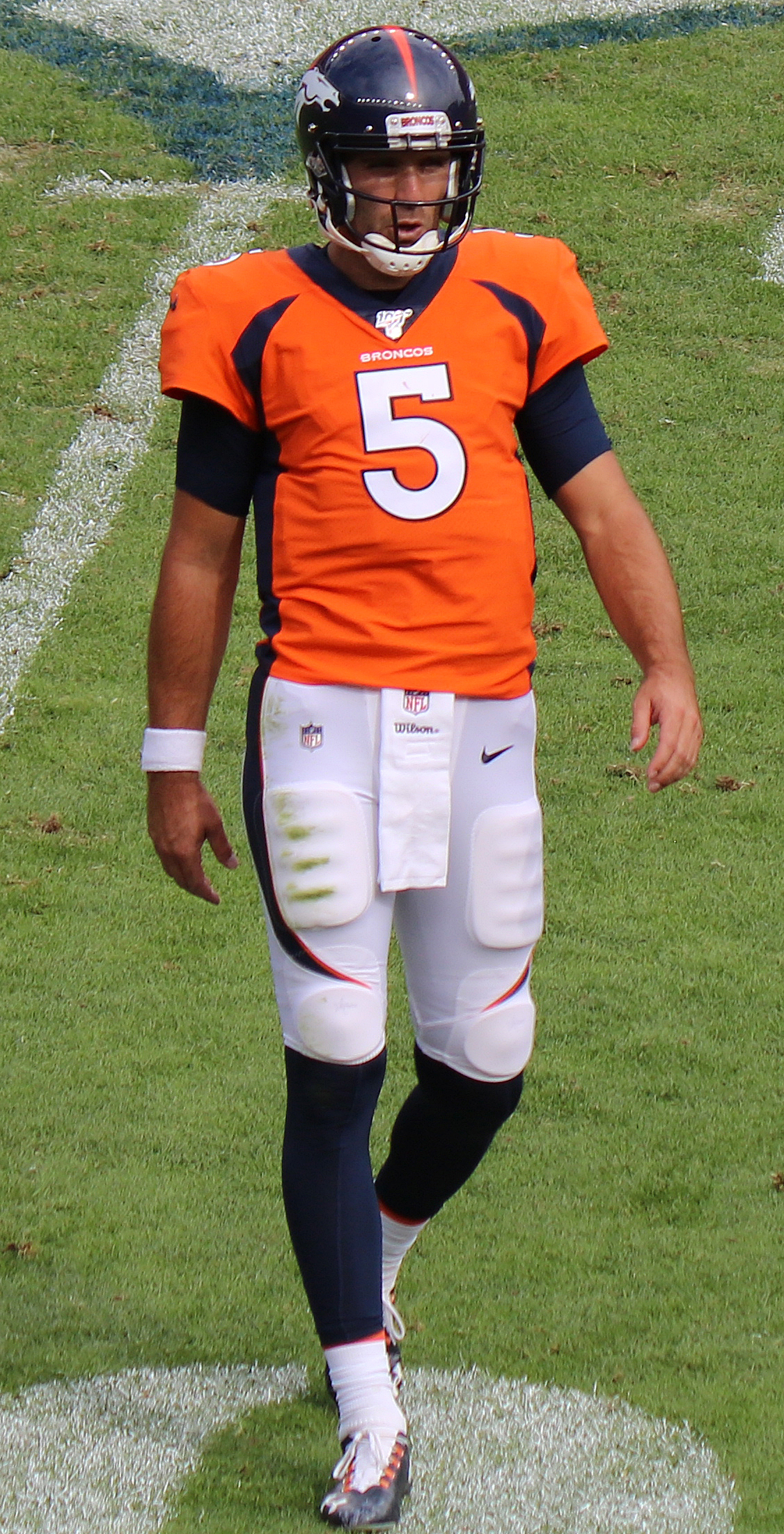
Flacco nel 2019 con i Broncos

Dopo avere vinto le prime due gare della stagione contro Bengals e Browns, i Ravens subirono una battuta d'arresto a Londra contro i Jaguars, dove Flacco venne tolto nel secondo tempo dopo avere subito 2 intercetti e con la squadra in svantaggio per 44-0. Dopo la settimana di pausa nel decimo turno, i Ravens vinsero cinque gare su sei tornando in orbita playoff. Una sconfitta all'ultimo minuto nell'ultima gara stagionale contro i Bengals li escluse però ancora dalla post-season. In quella partita, con due touchdown, Flacco giunse a quota 200 passati in carriera. La sua annata si chiuse con 3.141 yard passate, 18 touchdown e 13 intercetti.

#### Stagione 2018
Nel 2018 Flacco partì come titolare nelle prime 9 partite prima di infortunarsi e venire sostituito dal rookie scelto nel primo giro Lamar Jackson. Dopo essersi ristabilito, Jackson conservò il posto da titolare guidando la squadra al titolo di division, vincendo tutte le ultime 7 partite tranne una.

### Denver Broncos
Il 13 febbraio 2019, i Ravens cedettero Flacco ai Denver Broncos in cambio di una scelta del quarto giro del Draft NFL 2019. Dopo avere perso tutte le prime quattro gare, la prima vittoria arrivò nel quinto turno sui Los Angeles Chargers.. Il 30 ottobre a causa di un problema al collo riportato nella gara della settimana 8 contro gli Indianapolis Colts, Flacco venne messo nella lista infortunati, finendo così la sua stagione. Il 19 marzo 2020 fu svincolato.

### New York Jets (2020)
Il 22 maggio 2020 Flacco firmò con i New York Jets. Dopo l'infortunio di Sam Darnold fu nominato titolare per la gara della settimana 5 contro gli Arizona Cardinals ma i Jets persero nettamente per 30-10.

### Philadelphia Eagles
Il 23 marzo 2021, Flacco firmò un contratto annuale da 3,5 milioni di dollari con i Philadelphia Eagles per fare la riserva dietro Jalen Hurts.

### New York Jets (2021-2022)
Il 25 ottobre 2021 gli Eagles scambiarono Flacco con i Jets dopo un infortunio al ginocchio del quarterback titolare dei Jets, Zach Wilson. Nella settimana 11 partì come titolare ma i Jets furono sconfitti dai Dolphins.
Con un nuovo infortunio di Wilson nella pre-stagione 2022, Flacco fu nominato titolare per l'inizio della stagione regolare. Nella prima partita tentò ben 59 passaggi per 307 yard nella netta sconfitta contro i suoi ex Ravens. La settimana successiva portò i Jets alla vittoria in rimonta sui Browns con 307 yard, 4 touchdown e 110,7 di passer rating. Dopo una sconfitta con i Bengals, il ristabilito Wilson tornò titolare nella settimana 4. Flacco tornò partente nell'ultimo turno con i Jets già eliminati dalla corsa ai playoff che furono sconfitti dai Dolphins.

### Cleveland Browns

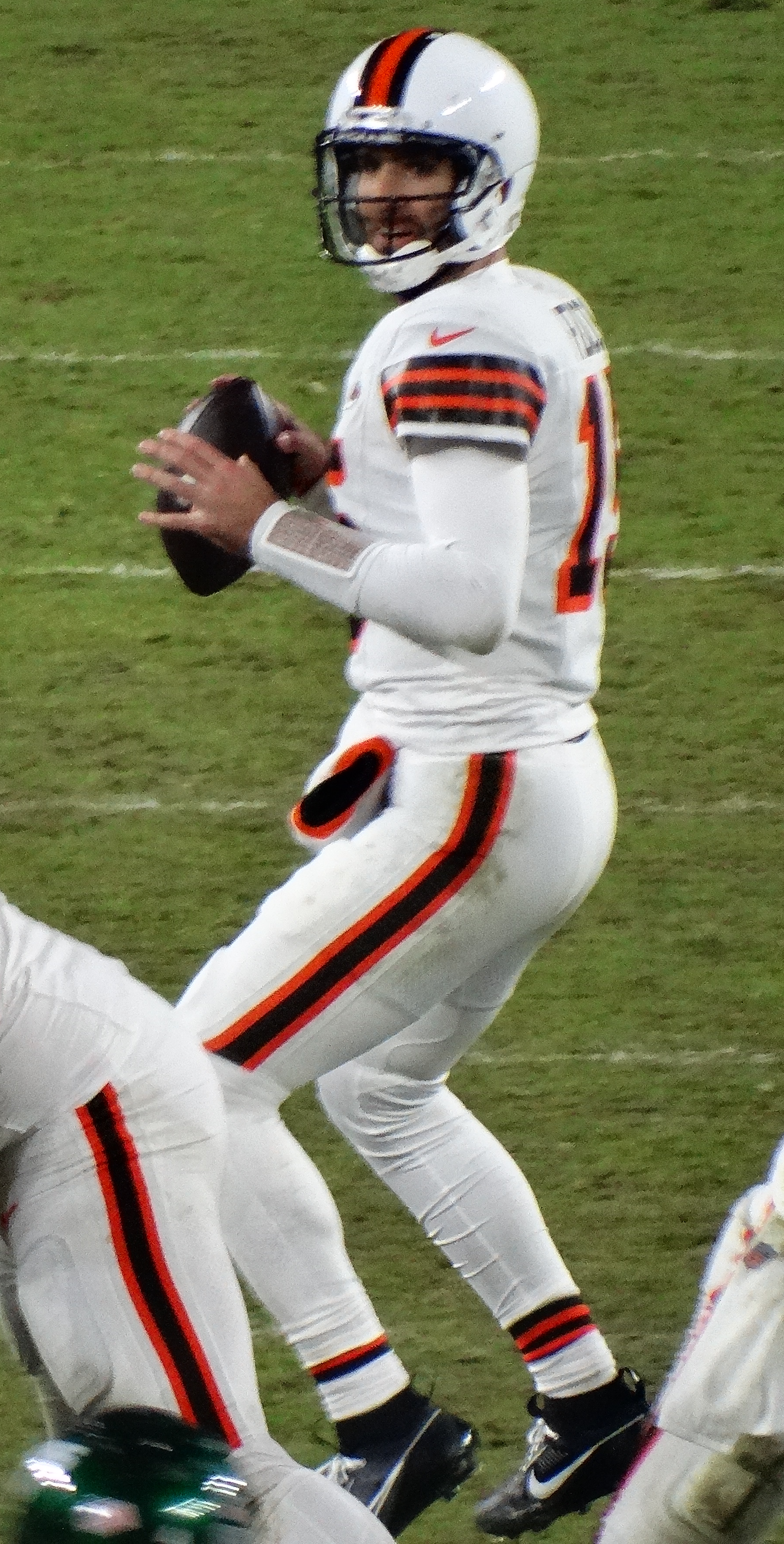
Flacco con i Browns nel 2023

Il 19 novembre 2023 Flacco firmò con la squadra di allenamento dei Cleveland Browns, alla ricerca di un quarterback dopo l'infortunio che pose fine alla stagione di Deshaun Watson. Dopo che anche il quarterback di riserva Dorian Thompson-Robinson divenne indisponibile, Flacco fu nominato titolare per la gara della settimana 13, in cui, pur nella sconfitta contro i Los Angeles Rams, disputò una prova incoraggiante passando 254 yard, due touchdown e un intercetto. Promosso a titolare per tutto il resto della stagione, nella settimana 14 Flacco passò 311 yard, tre touchdown e commise un solo errore evidente quando subì un intercetto, portando i Browns alla vittoria contro i Jaguars per 31-27. Divenne così il 19º quarterback a vincere 100 gare come titolare in carriera.
Nella settimana 15 Flacco faticò per la maggior parte della gara subendo tre intercetti (con due touchdown), ma si riscattò nel finale guidando il drive che si concluse con il field goal della vittoria in rimonta sui Chicago Bears.
Nella gara del turno successivo, la vittoria 36-22 contro gli Houston Texans, lanciò per 368 yard e tre touchdown, prestazione che gli valse il riconoscimento di quarterback della settimana. In quella partita divenne il secondo quarterback della storia dei Browns (dopo Josh McCown nel 2015) a passare 300 yard per tre gare consecutive. Con i Browns già certi della quinta testa di serie nel tabellone dei playoff della AFC, Flacco fu tenuto a riposo nell'ultima ininfluente partita.
Flacco disputò la prima gara come titolare nei playoff dal 2015 contro i Texans. Quel divario di nove anni fu il secondo della storia dei playoff NFL, dietro ai dodici di Doug Flutie tra il 1987 e il 1999. In quella partita, Flacco disputò un buon primo tempo, completando 15 passaggi su 19 per 172 yard e un touchdown. Tuttavia, due intercetti in due drive consecutivi ritornati in touchdown nel terzo quarto affossarono Cleveland, che perse per 45-14. L'8 febbraio 2024 Flacco fu premiato come Comeback Player of the Year.

### Indianapolis Colts
Il 13 marzo 2024 Flacco firmò un contratto di un anno con gli Indianapolis Colts. Nel quarto turno subentrò all'infortunato titolare Anthony Richardson completando 16 passaggi su 26 per 168 yard e 2 touchdown, infliggendo ai fino ad allora imbattuti Steelers la prima sconfitta stagionale. Partì poi titolare nei due turni successivi, guidando i Colts contro i Jaguars (359 yard passate e 3 touchdown) e i Titans (189 yard, 2 touchdown e un intercetto). Dopo che Richardson giocò da titolare le seguenti due gare del settimo ed ottavo turno, rispettivamente la vittoria contro i Dolphins e la sconfitta contro i Texans, con prestazioni negative e risultando il peggior quarterback della lega per passaggi completati, Flacco fu nominato titolare per la successiva gara del nono turno. Contro i Minnesota Vikings arrivò un'altra sconfitta con Flacco che chiuse con 16 passaggi completati su 27 per 179, un intercetto e un fumble. Nella successiva gara del decimo turno contro i Buffalo Bills malgrado una buona prova della difesa i Colts persero ancora, con Flacco autore di tre intercetti e un fumble. In vista della gara dell'undicesimo turno Richardson fu rinominato titolare al posto di Flacco.
Tornò in campo da titolare per la gara del diciassettesimo turno in sostituzione dell'infortunato Richardson: arrivò una sconfitta 33-45 contro i New York Giants che non vincevano da dieci gare di fila e che comportò di fatto l'eliminazione dei Colts dalla corsa ai play-off.

### Ritorno ai Cleveland Browns
L'11 aprile 2025 Flacco firmó un contratto di un anno del valore di 4 milioni di dollari per fare ritorno ai Cleveland Browns. Il 18 agosto, malgrado la presenza dei due rookie scelti nel Draft 2025 Dillon Gabriel e Shedeur Sanders, fu nominato titolare per l'inizio della stagione regolare.

## Palmarès

### Franchigia
- Super Bowl : 1

Baltimore Ravens: Super Bowl XLVII
- American Football Conference Championship: 1

Baltimore Ravens: 2012

### Individuale
- MVP del Super Bowl: 1

2012
- Comeback Player of the Year: 1

2023
- Quarterback della settimana: 7

3ª del 2011, 3ª e 10ª del 2012, 6ª e 17ª del 2014, 13ª del 2016, 16ª del 2023
- Pepsi NFL rookie dell'anno (2008)

- Miglior giocatore offensivo della settimana della AFC: 3

2008, 2012, 6ª del 2014
- Rookie della settimana: 2

8ª e 17ª del 2008

## Statistiche

### Stagione regolare
| 2008   | BAL    | 16  | 16  | 428   | 257   | 60,0 | 2 971  | 6,9 | 70 | 14  | 12  | 80,3  | 52  | 180 | 3,5 | 38 | 2  | 32  | 276   | 11  | 2  | 11-5-0   |
| 2009   | BAL    | 16  | 16  | 499   | 315   | 63,1 | 3 613  | 7,2 | 72 | 21  | 12  | 88,9  | 35  | 56  | 1,6 | 10 | 0  | 36  | 218   | 8   | 2  | 9-7-0    |
| 2010   | BAL    | 16  | 16  | 489   | 306   | 62,6 | 3 622  | 7,4 | 67 | 25  | 10  | 93,6  | 43  | 84  | 1,9 | 14 | 1  | 40  | 294   | 9   | 4  | 12-4-0   |
| 2011   | BAL    | 16  | 16  | 542   | 312   | 57,6 | 3 610  | 6,7 | 74 | 20  | 12  | 80,9  | 39  | 88  | 2,3 | 33 | 1  | 31  | 203   | 11  | 6  | 12-4-0   |
| 2012   | BAL    | 16  | 16  | 531   | 317   | 59,7 | 3 817  | 7,2 | 61 | 22  | 10  | 87,7  | 32  | 22  | 0,7 | 16 | 3  | 35  | 227   | 9   | 4  | 10-6-0   |
| 2013   | BAL    | 16  | 16  | 614   | 362   | 59   | 3 912  | 6,4 | 74 | 19  | 22  | 73,1  | 27  | 131 | 4,9 | 22 | 1  | 48  | 324   | 8   | 2  | 8-8-0    |
| 2014   | BAL    | 16  | 16  | 554   | 344   | 62,1 | 3 986  | 7,2 | 80 | 27  | 12  | 91,0  | 39  | 70  | 1,8 | 15 | 2  | 19  | 167   | 5   | 0  | 10-6-0   |
| 2015   | BAL    | 10  | 10  | 413   | 266   | 64,4 | 2 791  | 6,8 | 50 | 14  | 12  | 83,1  | 13  | 23  | 1,8 | 16 | 3  | 16  | 124   | 5   | 2  | 3-7-0    |
| 2016   | BAL    | 16  | 16  | 672   | 436   | 64,9 | 4 317  | 6,4 | 95 | 20  | 15  | 83,5  | 21  | 58  | 2,8 | 16 | 2  | 33  | 243   | 5   | 3  | 8-8-0    |
| 2017   | BAL    | 16  | 16  | 549   | 352   | 64,1 | 3 141  | 5,7 | 66 | 18  | 13  | 80,4  | 25  | 54  | 2,2 | 25 | 1  | 27  | 205   | 6   | 0  | 9-7-0    |
| 2018   | BAL    | 9   | 9   | 379   | 232   | 61,2 | 2 465  | 6,5 | 71 | 12  | 6   | 84,2  | 19  | 45  | 2,4 | 13 | 0  | 16  | 79    | 3   | 1  | 4-5-0    |
| 2019   | DEN    | 8   | 8   | 262   | 171   | 65,3 | 1 822  | 7,0 | 70 | 6   | 5   | 85,1  | 12  | 20  | 1,7 | 9  | 0  | 26  | 194   | 8   | 3  | 2-6-0    |
| 2020   | NYJ    | 5   | 4   | 134   | 74    | 55,2 | 864    | 6,4 | 52 | 6   | 3   | 80,6  | 6   | 22  | 3,7 | 9  | 0  | 7   | 69    | 1   | 0  | 0-4-0    |
| 2021   | PHI    | NP  | NP  | NP    | NP    | NP   | NP     | NP  | NP | NP  | NP  | NP    | -   | -   | -   | -  | -  | -   | -     | -   | -  | -        |
| 2021   | NYJ    | 2   | 1   | 42    | 27    | 64,3 | 338    | 8,0 | 62 | 3   | 0   | 113,0 | 2   | 3   | 1,5 | 2  | 0  | 2   | 13    | 1   | 1  | 0-1-0    |
| 2022   | NYJ    | 5   | 4   | 191   | 110   | 57,6 | 1 051  | 5,5 | 66 | 5   | 3   | 75,2  | 3   | 6   | 2,0 | 7  | 0  | 10  | 66    | 5   | 4  | 1-3-0    |
| 2023   | CLE    | 5   | 5   | 204   | 123   | 60,3 | 1 616  | 7,9 | 75 | 13  | 8   | 90,2  | 9   | 2   | 0,2 | 3  | 0  | 8   | 57    | 4   | 1  | 4-1-0    |
| 2024   | IND    | 8   | 6   | 248   | 162   | 65,3 | 1 716  | 6,8 | 65 | 12  | 7   | 90,5  | 9   | 26  | 3,3 | 21 | 0  | 18  | 123   | 4   | 4  | 2-4-0    |
| Totale | Totale | 196 | 191 | 6 751 | 4 166 | 61,7 | 45 697 | 6,8 | 95 | 257 | 162 | 84,4  | 386 | 890 | 2,3 | 38 | 16 | 404 | 2 882 | 103 | 39 | 105-86-0 |

### Play-off
| 2008   | BAL    | 3  | 3  | 33  | 75  | 44,0 | 437   | 5,8 | 48 | 1  | 3  | 50,8  | 12 | 5   | 0,4 | 5  | 1 | 3  | 16  | 0 | 0 | 2-1  |
| 2009   | BAL    | 2  | 2  | 24  | 45  | 53,3 | 233   | 6,1 | 27 | 3  | 1  | 39,4  | 7  | 7   | 1,0 | 7  | 0 | 1  | 6   | 0 | 0 | 1-1  |
| 2010   | BAL    | 2  | 2  | 41  | 64  | 64,1 | 390   | 6,1 | 28 | 3  | 1  | 90,0  | 9  | 25  | 2,8 | 13 | 0 | 9  | 51  | 3 | 2 | 1-1  |
| 2011   | BAL    | 2  | 2  | 36  | 63  | 57,1 | 482   | 7,7 | 42 | 4  | 1  | 96,1  | 6  | 26  | 4,3 | 14 | 0 | 8  | 60  | 1 | 0 | 1-1  |
| 2012   | BAL    | 4  | 4  | 73  | 126 | 57,9 | 1 140 | 9,0 | 70 | 11 | 0  | 117,2 | 8  | 16  | 2,0 | 14 | 0 | 6  | 38  | 1 | 1 | 4-0  |
| 2014   | BAL    | 2  | 2  | 46  | 74  | 62,2 | 551   | 7,4 | 40 | 6  | 2  | 100,7 | 8  | 8   | 1,0 | 9  | 0 | 1  | 13  | 1 | 0 | 1-1  |
| 2023   | CLE    | 1  | 1  | 34  | 46  | 73,9 | 307   | 6,7 | 47 | 1  | 2  | 80,6  | 3  | 13  | 4,3 | 8  | 0 | 4  | 39  | 0 | 0 | 0-1  |
| Totale | Totale | 16 | 16 | 287 | 493 | 58,2 | 3 530 | 7,2 | 70 | 12 | 14 | 87,9  | 53 | 100 | 1,9 | 14 | 1 | 32 | 223 | 6 | 3 | 10-6 |

Fonte: Pro Football Reference - Statistiche alla stagione 2024.
Legenda

In grassetto i record personali in carriera

     Vincitore del Super Bowl

     Super Bowl MVP

     Record della NFL

### Record NFL
- Primo quarterback rookie a partire come titolare in tutte le 16 partite e raggiungere i playoff (condiviso con Matt Ryan)
- Primo quarterback rookie a vincere due gare di playoff
- Maggior numero di partite da titolare per un quarterback nella sua prima stagione: 19
- Maggior numero di partite da titolare per un quarterback nelle sue due prime stagioni: 37
- Maggior numero di partite da titolare per un quarterback nelle sue tre prime stagioni: 55
- Maggior numero di partite da titolare per un quarterback nelle sue quattro prime stagioni: 73
- Maggior numero di partite da titolare per un quarterback nelle sue cinque prime stagioni: 92
- Maggior numero di vittorie per un quarterback nelle sue prime 80 partite da titolare consecutive: 54
- Maggior numero di vittorie totali tra stagione regolare e playoff nelle prime tre stagioni per un quarterback: 36 (condiviso con Dan Marino)
- Unico quarterback a partire come titolare e vincere almeno una gara di playoff in tutte le prime cinque stagioni della carriera.
- Maggior numero di vittorie in trasferta nei playoff per un quarterback: 6
- Maggior numero di touchdown passati in una singola annata di playoff: 11 (condiviso con Joe Montana e Kurt Warner)